# Zbożowy Rynek w Bydgoszczy

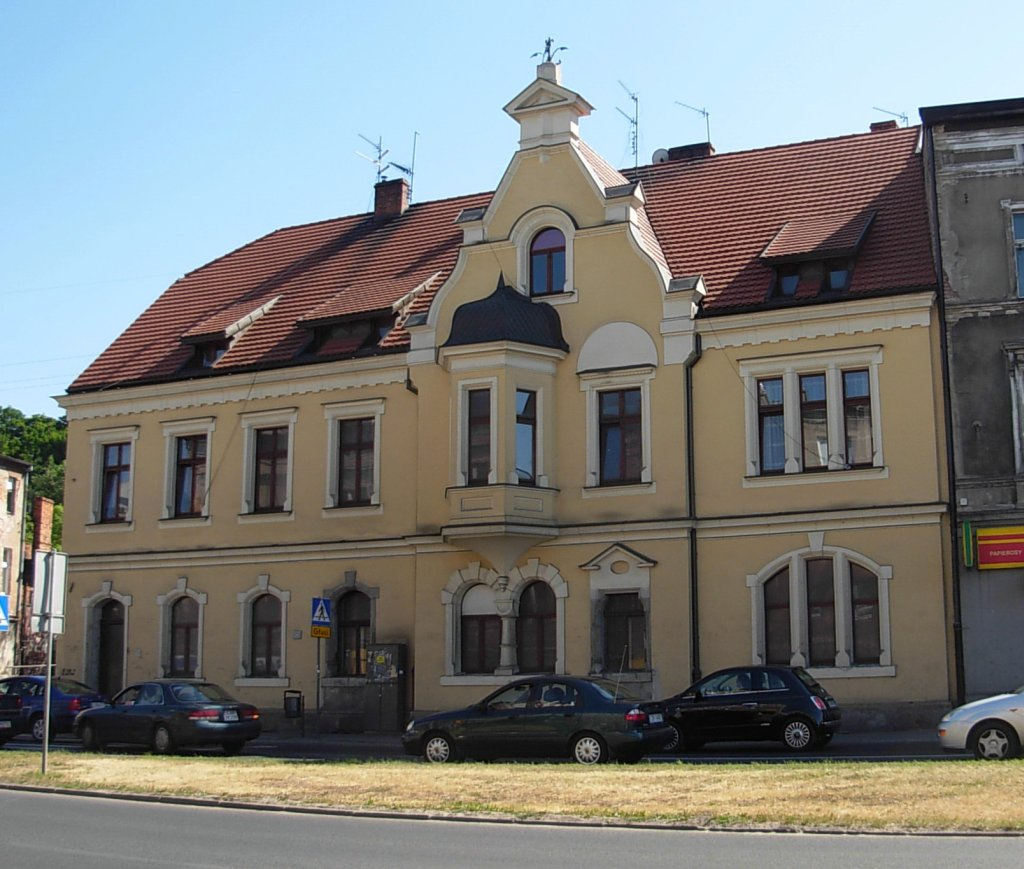
Kamienica przy Zbożowym Rynku

Zbożowy Rynek – historyczny plac (rynek) w Bydgoszczy, obecnie ulica.

## Położenie
Zbożowy Rynek mieści się u wschodniego wylotu ul. Długiej na połączeniu z ul. Wały Jagiellońskie oraz Bernardyńską.

## Historia
Zbożowy Rynek jest jednym z najstarszych placów miejskich w Bydgoszczy. Istniał już prawdopodobnie przed lokacją miasta (1346) jako plac targowy w sąsiedztwie kościoła św. Idziego.
Po ukształtowaniu bydgoskiego miasta lokacyjnego plac znajdował się poza murami miejskimi w miejscu skrzyżowania dróg na Kujawy (ul. Kujawska), do Torunia (ul. Toruńska) oraz do miasta (ul. Szpitalna wiodąca do Bramy Kujawskiej).
Przy ul. Szpitalnej mieścił się niegdyś przytułek dla ubogich z kościołem pw. św. Stanisława (1529–1818, konsekrowany w 1533) fundacji starosty Stanisława Kościeleckiego. Fakt istnienia szpitala upamiętniają medaliony z XVI w., do 10 sierpnia 2018 wmurowane w szczyt wschodni kamienicy przy Zbożowym Rynku 3. W związku z jej rozbiórką, tonda przekazano do Muzeum Okręgowego w Bydgoszczy.
W latach 70. XIX w. wytyczono dochodzącą do placu ul. Bernardyńską. W pierzejach placu zbudowano kamienice, a do 1939 r. odbywały się tu targi zbożem, od czego wzięła się nazwa placu.
Podczas działań wojennych w styczniu 1945 r. częściowemu zniszczeniu uległa kamienica narożna ul. Bernardyńska/Wały Jagiellońskie. Obecnie jest ona jednopiętrowa, bez dwóch wyższych kondygnacji. W latach 60. XX w. podczas modernizacji ul. Wały Jagiellońskie rynek w zasadzie przestał istnieć, gdyż jego środkiem poprowadzono dwie dwupasmowe jezdnie drogowe. Wyburzono również pierzeję zachodnią rynku.
18 czerwca 2018, w związku z kolejną przebudową, przystąpiono do rozbiórki budynków w północnej pierzei placu, począwszy od kamienicy nr 3. 19-23 lutego 2019 wyburzono budynki przy ul. Toruńskiej o numerach 4 i 6, a 22 lutego 2020 narożną kamienicę nr 4 między ul. Bernardyńską a Wały Jagiellońskie, powstałą ok. 1900 roku i przebudowaną po spaleniu w 1945 z zatarciem cech stylowych. W czasie prac rozbiórkowych odkryto datowane na XVI i XVII wiek pochówki z cmentarza przy XVI-wiecznym kościele św. Stanisława, a także relikty pałacu hrabiego Czapskiego z II połowy XVIII wieku. W 2020, w czasie prac budowlanych w pasie zieleni pomiędzy jezdniami, na wysokości dawnego budynku nr 2 znaleziono cmentarz z czasów wczesnego średniowiecza, z kilkunastoma pochówkami dziecięcymi z ozdobami (m.in. nożyk z kościaną lub rogową rękojeścią, obrączka i kabłączki skroniowe). Jednocześnie odkryto w tym miejscu staropolski trakt z kamienia, wzmocniony po bokach wielkimi drewnianymi kłodami, wiodący prawdopodobnie w kierunku Bramy Kujawskiej, a także fragmenty późnośredniowiecznej ceramiki. W 2021 dokonano odkrycia pochówku osoby podejrzewanej o nadprzyrodzone zdolności (pochówek wampiryczny).

## Nazwy
Rynek w przekroju historycznym posiadał następujące nazwy:
- 1854 – Getreide Markt
- 1861–1920 – Korn-Markt
- 1920–1939 – Zbożowy Rynek
- 1939–1945 – Korn-Markt
- od 1945 – Zbożowy Rynek